# Eurocopter EC 155
Eurocopter EC 155 je víceúčelový užitkový osobní nebo transportní vrtulník střední hmotnostní kategorie, který byl vyvinut z rodiny vrtulníků Eurocopter Dauphin. Jedná se o dvoumotorový vrtulník, který je schopen transportovat až 13 pasažérů a jednoho nebo dva piloty, v závislosti na konfiguraci a účelu.

## Vývoj
Vrtulník Eurocopter EC 155, plánovaný původně pod názvem Eurocopter AS365 N4, byl vyvinut z podobného stroje Eurocopter AS 365 N3 Dauphin 2. Hlavním cílem při vývoji bylo zkonstruovat vrtulník, který bude mít výrazně větší nákladovou kabinu. Vývoj vrtulníku započal v září 1996, představen byl oficiálně na Paris Air Show v červnu 1997. První let vrtulníku EC 155, s upraveným drakem stroje Eurocopter Dauphin, proběhl 17. června 1997. První vrtulník EC 155 B, předprodukční verze sériově vyráběného vrtulníku, vzlétla 11. března 1998. Bezpečnostní certifikáty obdržel vrtulník od francouzských a německých úřadů pro civilní letectví 11. prosince 1998 a krátce poté se dostal do sériové výroby. Cena jednoho stroje činila přibližně 7–8 milionů USD, v závislosti na výbavě vrtulníku. Vrtulníky byly zákazníkům dodávány od března 1999, prvním provozovatelem se stala německá Spolková policie.
Od roku 2002 je nabízená také varianta EC 155 B1, která disponuje výkonnějšími motory a lepšími letovými vlastnostmi ve vysokých nadmořských výškách a ve vysokých teplotách. Tato verze má také zvýšenou maximální vzletovou hmotnost. Vrtulníky EC 155 B1 jsou zákazníkům dodávány od listopadu 2002, prvním provozovatelem se stala hongkongská vládní letka.

## Konstrukce

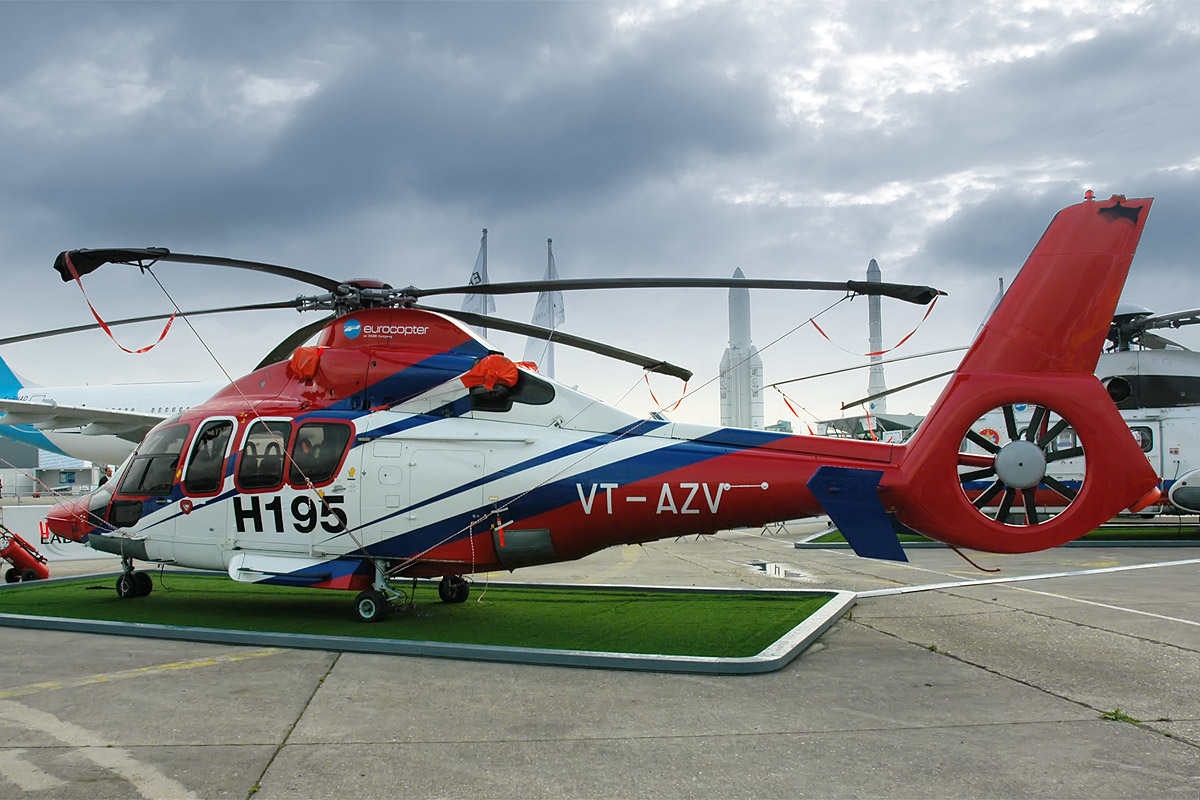
Eurocopter EC 155 B2 na Paris Air Show v roce 2007

Vrtulníky EC 155 B disponují zcela přepracovanou nákladovou kabinou, jejíž prostor se zvýšil o 40 % oproti vrtulníku Eurocopter Dauphin, a prostor v zavazadlovém prostoru narostl až o 130 %. Mezi další výhody strojů EC 155 patří pět listů hlavního rotoru, které jsou vyráběny z kompozitních materiálů. Ocasní rotor je proveden jako Fenestron. Varianta EC 155 B je vybavena dvěma turbohřídelovými motory Turbomeca Arriel 2C1, každý motor má výkon 635 kW. Novější varianta EC 155 B1 disponuje dvěma motory Turbomeca Arriel 2C2, každý o zvýšeném výkonu 697 kW. Vrtulníky mohou být vybaveny také protinámrazovým systémem pro provoz ve studených oblastech s nízkými teplotami.
Vrtulníky EC 155 byly původně navrženy ve třech konfiguracích, v roce 2005 byly přidány do nabídky další dvě konfigurace. Vrtulníky pro transport pasažérů mohou transportovat 12 cestujících v případě, že je vrtulník vybaven komfortní zástavbou, nebo 13 pasažérů s běžnou užitkovou zástavbou, spolu s jedním nebo dvěma piloty. VIP verze nabízí salonek s pracovním prostorem pro osm pasažérů. V případě zdravotní konfigurace je vrtulník schopen transportovat dva ležící pacienty a čtyři členy zdravotnického personálu nebo čtyři ležící pacienty a dva členy zdravotnického personálu. V roce 2005 byly přidány konfigurace pro provoz ve prospěch policejních letů, letecké záchranné služby (LZS), letecké služby pátrání a záchrany (SAR), letů pobřežní stráže a další.

## Varianty

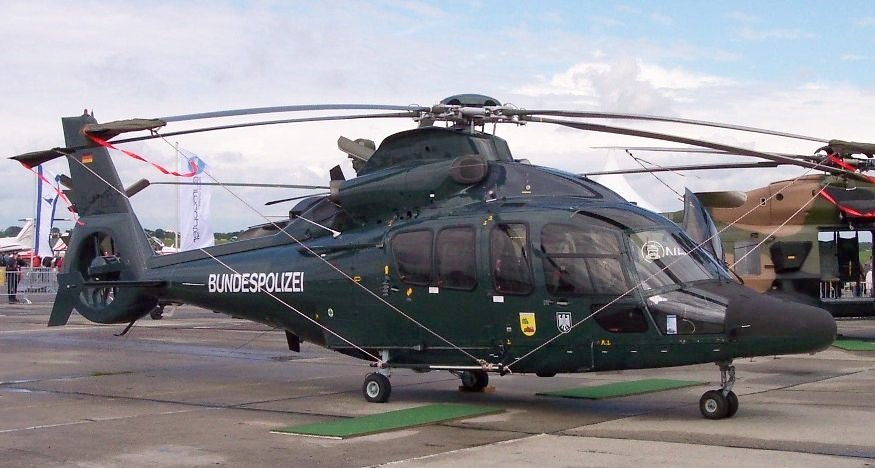
Eurocopter EC 155 B německé Spolkové policie

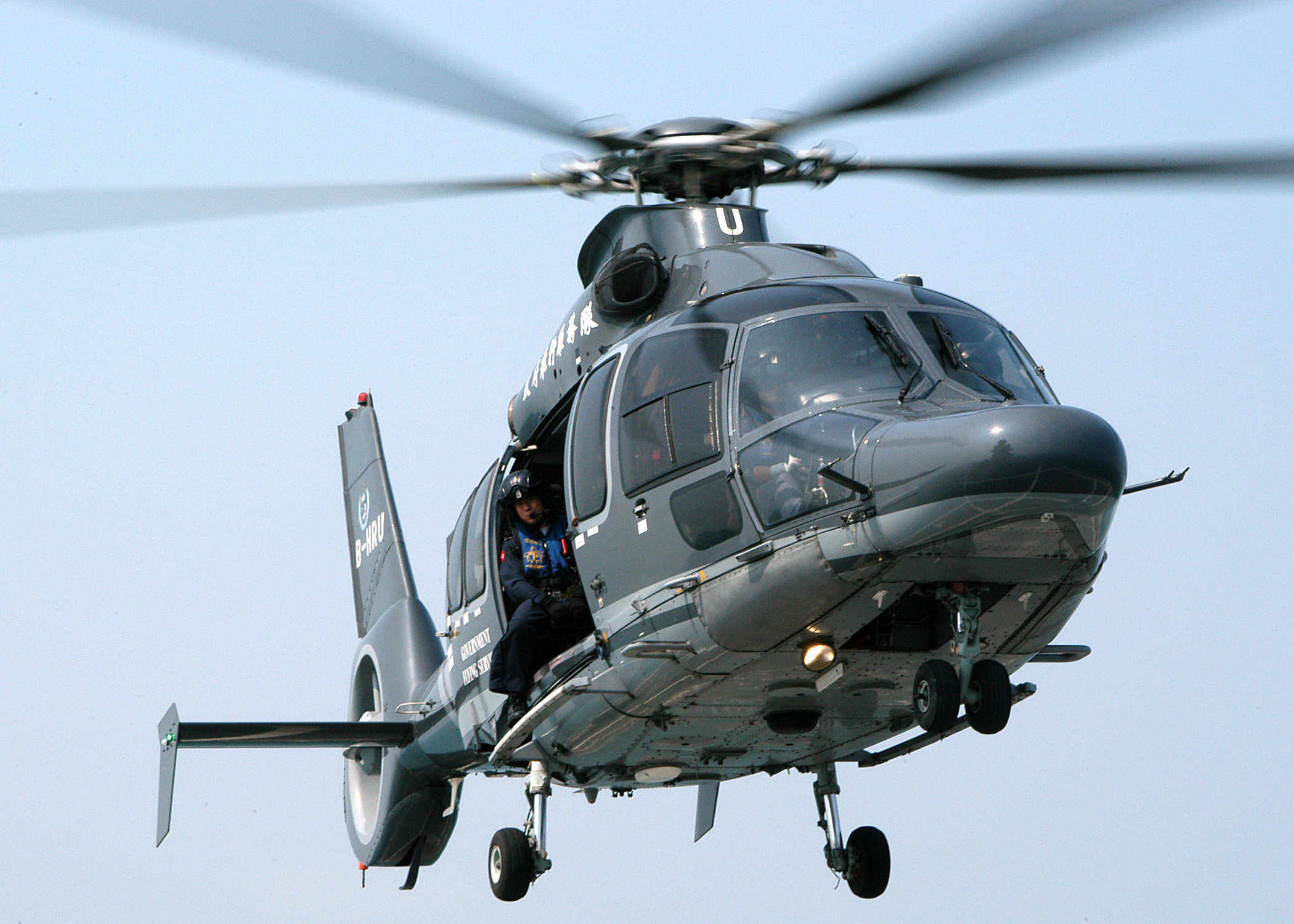
Eurocopter EC 155 hongkongské vládní letky

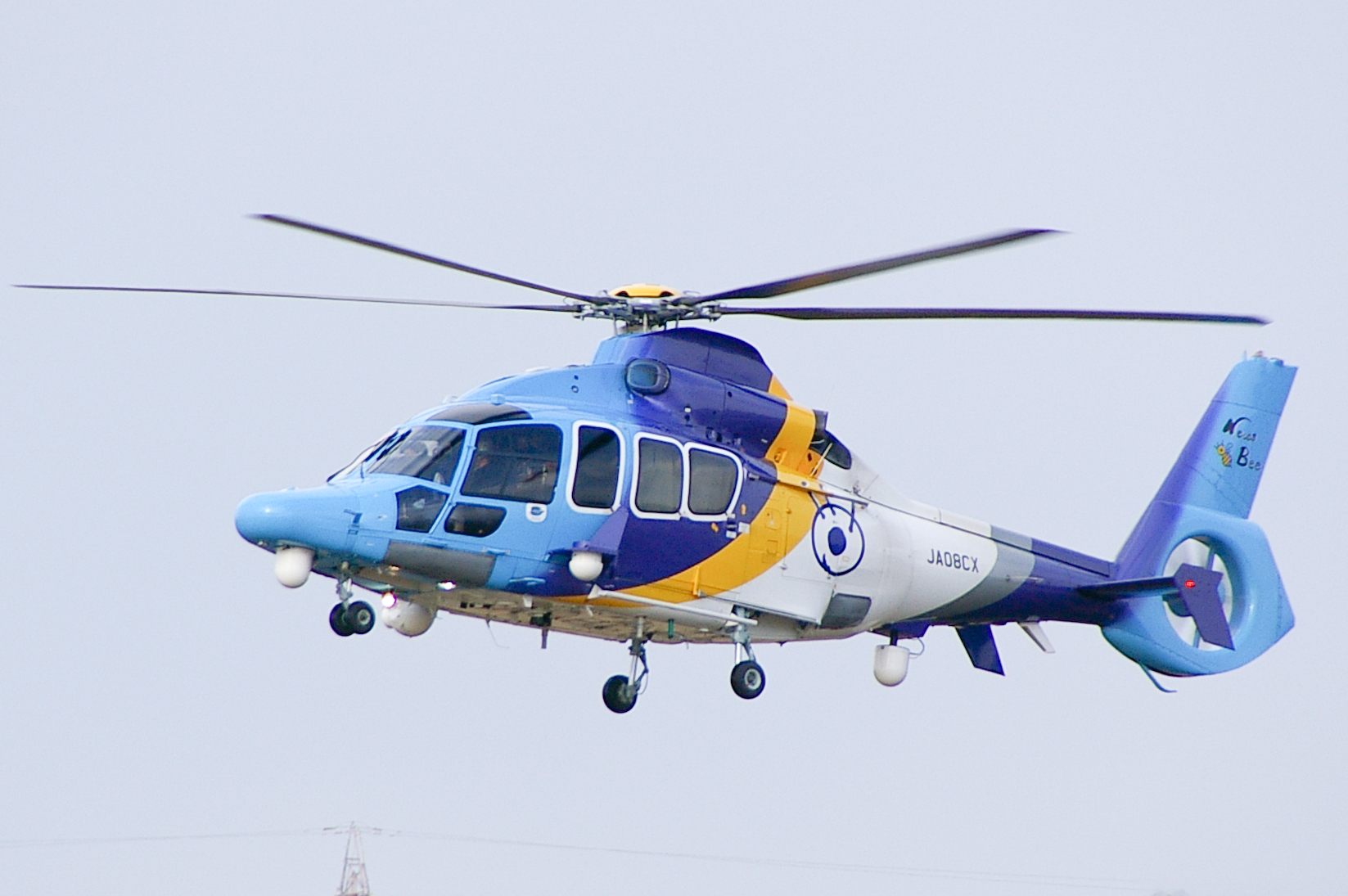
Civilní Eurocopter EC 155 B v Japonsku

- EC 155 – první prototyp, postaven s upraveným drakem vrtulníku Eurocopter Dauphin
- EC 155 B – první produkční verze, poháněná dvěma turbohřídelovými motory Turbomeca Arriel 2C1
- EC 155 B1 – novější verze poháněná výkonnějšími motory Turbomeca Arriel 2C2
- AS 565 UC – koncept vojenské varianty

## Uživatelé
Vrtulníky EC 155 jsou využívány osobními leteckými dopravci a soukromými společnostmi pro transportní účely a charterové lety. Mezi další uživatele patří vládní letky.

## Specifikace (EC 155 B1)
Data podle eurocopter.com.

### Technické údaje
- Posádka: 1 nebo 2 piloti
- Užitečná zátěž: 13 pasažérů nebo 2301 kg nákladu
- Délka: 14,3 m
- Délka trupu: 12,73 m
- Výška: 4,35 m
- Průměr nosného rotoru: 12,6 m
- Prázdná hmotnost: 2618 kg
- Maximální vzletová hmotnost: 4950 kg
- Pohonná jednotka: 2× turbohřídelový motor Turbomeca Arriel 2C2, každý o výkonu 697 kW

### Výkony
- Maximální rychlost: 324 km/h
- Cestovní rychlost: 279 km/h
- Stoupavost: 8,9 m/s
- Dynamický dostup: 4572 m
- Dolet: 857 km